# Takeo Doi
Takeo Doi (土居 健郎, Doi Takeo, né le 17 mars 1920 à Tōkyō, Japon et mort le 5 juillet 2009) est un psychiatre et psychanalyste japonais.
Il a introduit le concept d’amae dans la littérature psychologique avec son livre Amae no kōzō (「甘え」の構造) paru en 1971 au Japon.
Takeo Doi a été confronté à des patients souffrant d’un problème psychanalytique non référencé antérieurement et a priori surprenant : le manque de « dépendance à autrui », notamment chez des personnes occupant de hautes responsabilités professionnelles. Takeo Doi relie ce trouble au concept d’amae, spécifique de la société et de la culture japonaise où, d’une certaine façon, chaque individu est censé dépendre d’un tout collectif.
Ce trouble n’a pas de pendant en Occident, sauf en tant que symptôme éventuel d’un autre problème psychologique. De fait, les catégories utilisées en Occident ne sont pas adaptées pour répondre à l’attente des patients concernés.
Ce livre est également une critique de la société japonaise. Doi est diplômé de l'université de Tokyo.
Il a enseigné à l'International Christian University.

## Livres
- (ja) Amae no kōzō (「甘え」の構造?), Kōbundō, 1971 (Le jeu de l'indulgence, Le Sycomore et L'Asiathèque, 1982)
- (ja) Omote to ura (表と裏?), Kōbundō, 1985 (L'Endroit et l'envers, Éditions Philippe Picquier, 2019)